# Masdenverge
Masdenverge é um município da Espanha na comarca de Montsià, província de Tarragona, comunidade autónoma da Catalunha. Tem 14,6 km² de área e em 2021 tinha 1 109 habitantes (densidade: 76 hab./km²).

## Demografia
| Variação demográfica do município entre 1991 e 2004 [carece de fontes?] | Variação demográfica do município entre 1991 e 2004 [carece de fontes?] | Variação demográfica do município entre 1991 e 2004 [carece de fontes?] | Variação demográfica do município entre 1991 e 2004 [carece de fontes?] |
| ----------------------------------------------------------------------- | ----------------------------------------------------------------------- | ----------------------------------------------------------------------- | ----------------------------------------------------------------------- |
| 1991                                                                    | 1996                                                                    | 2001                                                                    | 2004                                                                    |
| 925                                                                     | 912                                                                     | 950                                                                     | 1007                                                                    |